# Canon EOS-1D
La Canon EOS-1D è una fotocamera reflex digitale (DSLR) presentata dalla Canon il 25 settembre 2001; è la prima fotocamera reflex digitale di fascia professionale interamente prodotta da Canon, il precedente modello in tale fascia (EOS D2000) è invece il risultato di uno sviluppo congiunto con Kodak. La EOS 1D monta un sensore in un formato denominato APS-H da Canon, le cui dimensioni sono intermedie tra pieno formato e APS-C e il cui fattore di moltiplicazione è circa 1,3x.
Il modello successivo, EOS-1D Mark II, è stato presentato a gennaio 2004.

## Caratteristiche
La 1D fu vista come una pietra miliare nel settore delle fotocamere professionali in formato APS-H. Sebbene in effetti offrisse una risoluzione minore rispetto ai modelli precedenti (la quasi inutilizzabile EOS DCS1 e la più limitata EOS D6000, entrambe da 6 megapixel) aveva una velocità di elaborazione molto superiore, una gamma completa di sensibilità ISO e poteva scattare 8 fotogrammi al secondo, una caratteristica, questa, fino ad allora mai vista nel settore delle fotocamere digitali. Oltre ad offrire una vasta gamma di impostazioni di immagine, aveva molte caratteristiche non presenti nei modelli successivi.
- Dotata di sensore d'immagine CCD invece che di sensore CMOS.
- Unica reflex Canon (sia digitale che a pellicola) ad avere tempi di sincronizzazione flash (synchro-X) fino a 1/500 di secondo.
- Unica reflex Canon (sia digitale che a pellicola) ad avere tempi di otturazione fino a 1/16000 di secondo (velocità raggiunta con otturatore elettronico).
- La connessione con PC è realizzata solo tramite IEEE 1394 (Firewire), poiché la connessione USB all'epoca è ancora in versione 1.1, troppo lenta per trasferire grandi quantità di immagini ad alta risoluzione.
- Il microfono è utilizzabile per annotazioni vocali[1]. Questa funzione fu mantenuta sui modelli successivi e aggiunta poi anche alla linea 5D nel modello 5D Mark II, sebbene principalmente intesa per essere usata con la funzione di registrazione video di questa fotocamera.